# Gustave de Lhoneux d'Ahin
Gustave Paul de Lhoneux d'Ahin, né le 14 décembre 1839 à Huy et décédé le 18 mars 1901 à Paris est un homme politique libéral belge.
De Lhoneux était docteur en droit (1860, ULg) et en sciences politiques et administratives, avocat et banquier. Il fonda en 1865 la Banque populaire de Huy et fut administrateur du Foyer libre hutois, pour la construction d'habitations ouvrières.
Il fut élu député de Huy dès 1870, puis sénateur de l'arrondissement de Huy-Waremme dès 1880.
De Lhoneux fut créé commandeur de l'Ordre de Léopold.
De 1894 à sa mort en 1901, il est président de la Société royale horticole et viticole de Huy.

## Généalogie
- Il est fils de Lambert de Lhoneux (1808-1870) et Marie Detru (1805-1846).
- Il épousa en 1906 Alice Mottard (1846-1916);
  - Ils eurent une fille : Valentine (1884-1963), qui épousa en 1906, le baron Pierre Van Zuylen (1881-1977).